# Grupo Carso
O Grupo Carso é uma holding mexicana. O nome do grupo vem do nome do empresário Carlos Slim Helu e o de sua esposa, Soumaya.
O Grupo Carso é presidido por Carlos Slim, um dos mais poderosos empresários do mundo, figurando em primeiro lugar entre mais ricos, segundo a revista Forbes, em 2011, quando sua fortuna foi avaliada em US$74 bilhões no ano. Atualmente, figura na sétima colocação, de acordo com o mesmo ranking.

## Empresas
Atualmente o grupo tem em seu comando as empresas:
- América Móvil
- Telmex
- Condumex
- Nacobre
- Porcelanite
- Cigatam
- Grupo Sanborns
- Procisa do Brasil
- Akmex